# Giuseppe Furnio
Giuseppe Furnio (San Vito al Tagliamento, circa 1525 – circa 1602) è stato un pittore italiano.

## Biografia
Nato probabilmente a San Vito al Tagliamento verso il 1525, fu allievo di Pomponio Amalteo e fu attivo nel Friuli occidentale e in Carnia. La sua prima opera nota sono gli affreschi nella chiesa di S. Elena a Luincis, del 1552, raffiguranti il Padre Eterno, i Dottori della Chiesa, le Scene della vita di Sant'Elena e le Storie tratte dal Nuovo Testamento. Del 1555 sono gli affreschi nella parrocchiale di Paluzza con il Padre Eterno, gli Evangelisti e le Storie della vita della Vergine.
Sono conservate anche la pala della Madonna col Bambino tra i santi Andrea e Pietro e un angelo musicante nella chiesa di Sant'Andrea di Taiedo, del 1563, e la Madonna col Bambino tra i santi Pietro e Giovanni Battista, firmata Joseph Furnius de Sancto Vito e datata 1567, oltre agli affreschi nella chiesa di Santa Petronilla a Savorgnano (1556) e nella parrocchiale di Blessaglia. 
Il Furnio, «pittore mediocre e ripetitivo, alquanto sgrammaticato ma dotato di una piacevole verve popolaresca»,, morì prima del 1603. 
Anche il fratello Giovanni Maria fu pittore. Non se ne conoscono i dati anagrafici e le opere documentate che lo riguardano sono tutte perdute, tranne il San Giovanni Battista e il San Paolo della chiesa di San Tomaso di Majano (1567), mentre gli sono attribuiti gli affreschi della chiesa di San Giovanni decollato a Lungis (1575), assegnati pure a Giovanni Battista da Lozzo.